# رویه راکت تنیس روی میز

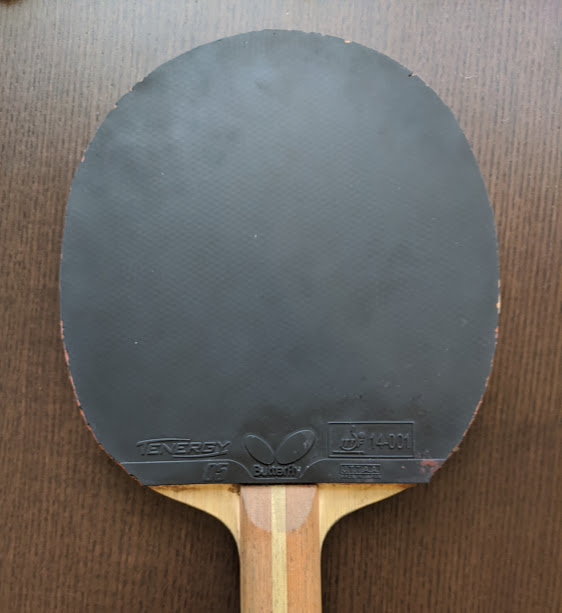
رویه راکت از برند Tenergy 05

رویه راکت تنیس‌روی‌میز (انگلیسی: Table tennis rubber) نوعی لاستیک است که به عنوان پوشش روی راکت تنیس‌روی‌میز استفاده می‌شود. لاستیک تنیس‌روی‌میز مدرن معمولاً از دو لایه تشکیل شده است: یک لایه فوم (اسفنج) در زیر و یک لایه لاستیک در سطح بالایی. چهار نوع رایج لاستیک تنیس‌روی‌میز وجود دارد: دانه کوتاه، دانه بلند، آنتی اسپین و معکوس. ضخامت و چگالی لایه اسفنج زیرین نیز بر نحوه عملکرد لاستیک در برابر توپ تأثیر می‌گذارد.
به دلیل تنوع زیاد لاستیک‌های تنیس‌روی‌میز، تنوع بیشتری در سبک‌های بازی تنیس‌روی‌میز نسبت به سایر ورزش‌های راکتی وجود دارد.

## تاریخچه
این نوع رویهٔ لاستیکی اولین بار با ظهور راکت‌های پدل سخت در دهه ۱۹۳۰ در تنیس‌روی‌میز استفاده شد؛ این لاستیک شامل دانه‌های کوتاه روی یک تیغه چوبی بود. در دهه ۱۹۵۰، راکت اسفنجی معرفی شد. این راکت دارای یک لایه فوم در زیر لایه لاستیک بود. فوم به افزایش اسپین و سرعت توپ کمک می‌کند. فدراسیون جهانی تنیس‌روی‌میز (ITTF) ضخامت لایه فوم و لاستیک را به حداکثر ۴ میلی‌متر (۱/۶ اینچ) قرارداد کرد که از آن زمان جزو قوانین تنیس‌روی‌میز بوده است.
تا سال ۱۹۸۶، بازیکنان اغلب یک رنگ لاستیک را در هر دو طرف پدل خود استفاده می‌کردند تا حریفان نتوانند تشخیص دهند کدام طرف پدل استفاده می‌شود. در ۱ ژوئیه ۱۹۸۶، دو سال قبل از معرفی تنیس‌روی‌میز به المپیک، ITTF مقرر کرد که پدل‌های مسابقاتی باید در یک طرف لاستیک سیاه و در طرف دیگر لاستیک قرمز داشته باشند.

## انواع رویه
رویه‌های لاستیکی تنیس‌روی‌میز چهار نوع رایج دارد: لاستیک معکوس و دانه کوتاه عمدتاً تهاجمی هستند، در حالی که رویه‌های دانه بلند و آنتی اسپین عمدتاً دفاعی هستند. واژه «دانه» به برجستگی‌های مخروطی شکل روی سطح رویه در لاستیک‌های دانه کوتاه و دانه بلند و برجستگی‌های داخلی متصل به اسفنج در لاستیک‌های معکوس یا آنتی اسپین اطلاق می‌شود.

### معکوس
رویه معکوس یک لاستیک تهاجمی و رایج‌ترین نوع لاستیک است. این رویه‌ها در قسمت بیرونی صاف هستند و دانه‌ها در قسمت داخلی به اسفنج وصل شده‌اند، به همین دلیل به آن‌ها وارونه گفته می‌شود. انواع مختلف سرعت‌ها و اسپین‌های توپ در لاستیک وارونه آن را به محبوب‌ترین نوع رویه در بین بازیکنان بدل کرده است. تولیدکنندگان برای تمایز بین انواع لاستیک‌های وارونه، امتیازهای سرعت و اسپین را بر روی بسته‌بندی آنها ارائه می‌دهند. هرچه امتیاز سرعت بالاتر باشد، کنترل توپ سخت‌تر است.

#### رویه کششی
قبل از سال ۲۰۰۷، بازیکنان حرفه‌ای اغلب از چسب سرعت روی رویه معکوس خود برای افزایش سرعت و اسپین استفاده می‌کردند. پس از ممنوعیت چسب سرعت توسط ITTF به دلیل نگرانی‌های بهداشتی، تولیدکنندگان از روش‌های مختلفی برای ایجاد رویه معکوس با اثرات مشابه استفاده کرده‌اند. این نوع جدید رویه معکوس به نام‌های رویه کششی یا رویه تنش بالا، پیش‌تنش یا تنسور شناخته می‌شوند. دو نوع رویه کششی وجود دارد: رویه کششی مکانیکی و رویه کششی شیمیایی. تفاوت اصلی این دو نوع در فرایند تولید آنها است. لاستیک کششی مکانیکی با چسباندن لاستیک رویه در خلأ برای گسترش سطح رویه ساخته می‌شود، و رویه کششی شیمیایی با خیساندن لایه فوم زیرین در مواد شیمیایی که اثر مشابه چسب سرعت بر روی فوم را دارد ساخته می‌شود.

### دانه کوتاه
رویه دانه کوتاه، که به رویه دانه بیرون نیز معروف است، یک لاستیک حمله‌ای قابل کنترل‌تر است که نسبت به رویه معکوس سرعت بیشتر و اسپین کمتری دارد. به دلیل سطح تماس کوچک با توپ، لاستیک دانه کوتاه به راحتی تحت تأثیر اسپین حریف قرار نمی‌گیرد؛ بلکه توپ را دفع می‌کند. بنابراین، این لاستیک معمولاً برای دفع کردن، ضربه زدن و ضدحمله استفاده می‌شود.

### دانه بلند

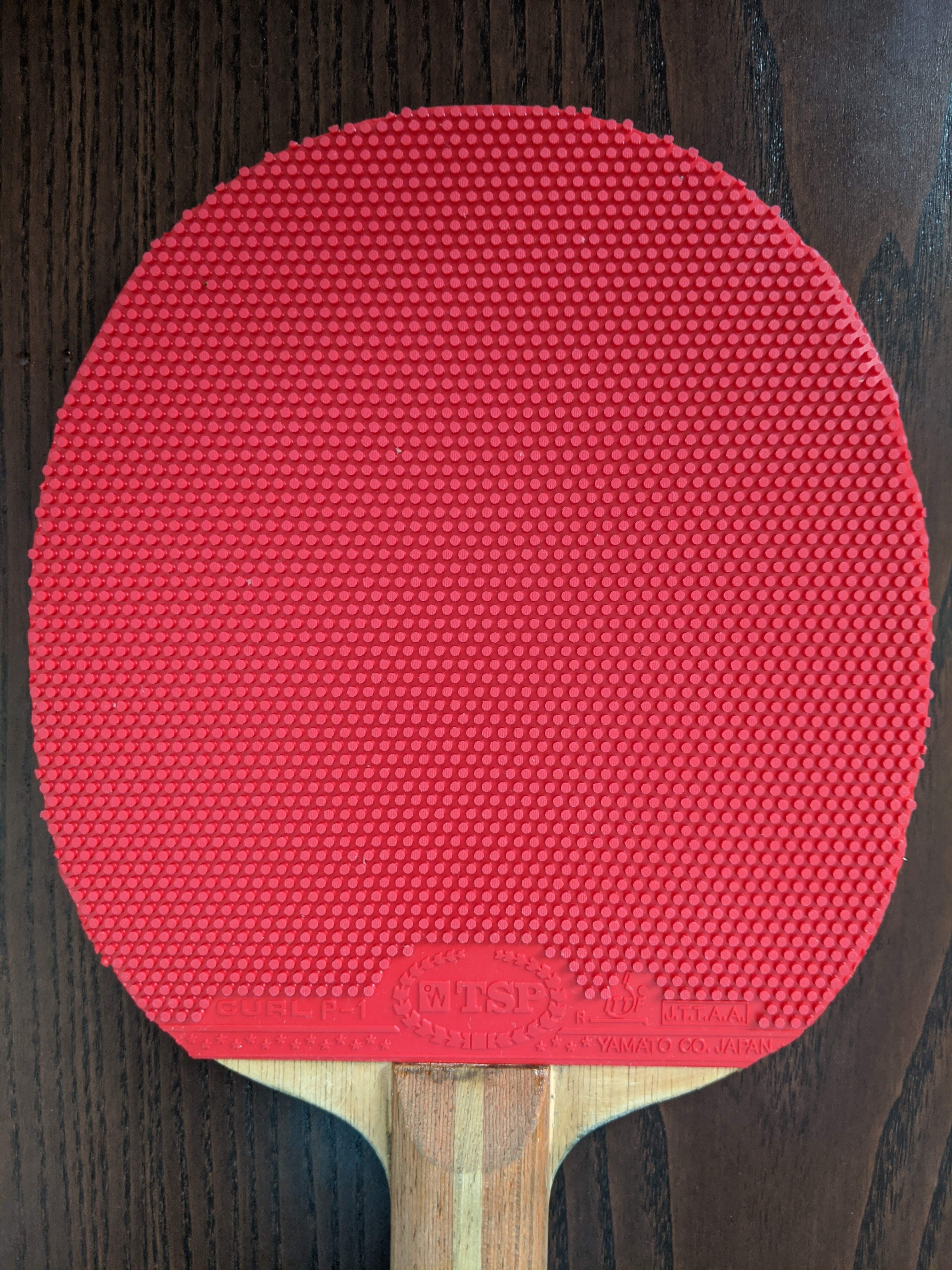
رویهٔ دانه بلند راکت تنیس‌روی‌میز

رویه دانه بلند یک رویه دفاعی است. همان‌طور که از نامش پیداست، این رویه دارای دانه‌های بلندتری نسبت به پیت کوتاه است و معمولاً دانه‌های نازک‌تری نیز دارد. انعطاف‌پذیری دانه‌ها اثری کم اصطکاک برای توپ ایجاد می‌کند. در نتیجه، اسپین کمی ایجاد می‌کند زیرا توپ چرخان روی لاستیک سر می‌خورد. هنگامی که توپ حریف با اسپین بالا به لاستیک برخورد می‌کند، اسپین حریف برمی‌گردد. با این حال، اگر حریف توپ را با بک‌اسپین بفرستد، دوباره اسپین برمی‌گردد اما برای حریف به اسپین بالا تبدیل می‌شود که می‌تواند باعث سردرگمی شود.

### آنتی اسپین
رویه آنتی اسپین یک لاستیک دفاعی با سطح صاف و اسفنج خیلی نرم است. به دلیل اسفنج نرم، این رویه سرعت توپ را کاهش داده و توپ را با سرعت کم برمی‌گرداند. این رویه معمولاً توسط بازیکنان دفاعی در یک سمت راکت استفاده می‌شود. برخلاف لاستیک معکوس، رویه آنتی اسپین توپ را نمی‌گیرد و توپ‌های حریف با اسپین کمی برمی‌گردند. با این حال، در مقابل اسپین سنگین، رویه آنتی اسپین همانند رویه‌های دانه بلند توپ را با اسپین مخالف برمی‌گرداند.

### سایر رویه‌ها

#### دانه متوسط
رویه دانه متوسط یک رویه تهاجمی است که مشابه رویه‌های دانه بلند و کوتاه دارای دانهٔ بیرونی است. این لاستیک بیشتر برای حمله استفاده می‌شود و اسپین کمتری نسبت به رویه دانه بلند دارد، اما تهاجمی‌تر از رویه دانه کوتاه نیست.

## ضخامت و چگالی اسفنج

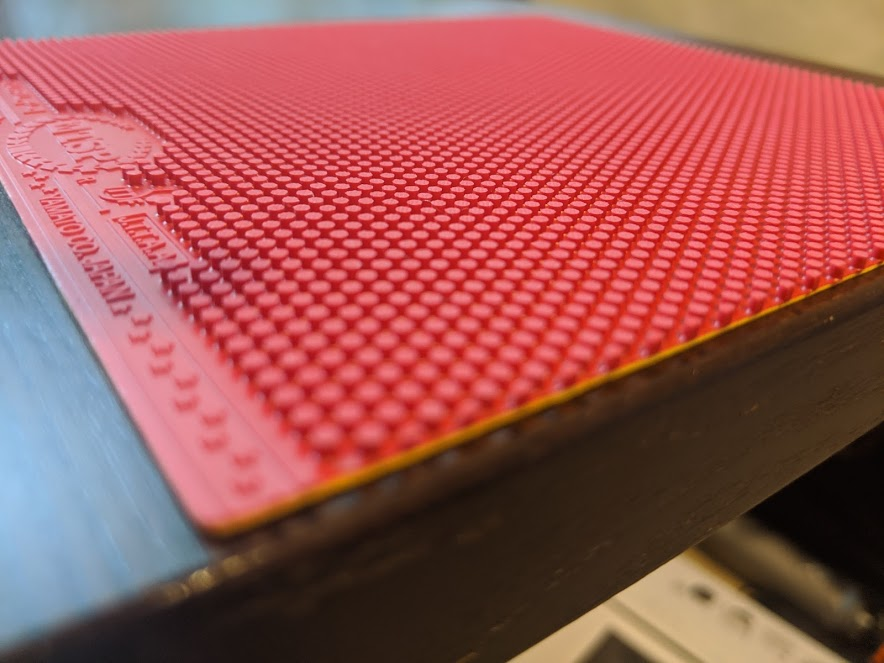
اسفنج رویه با ضخامت ۰٫۵–۰٫۷ میلی‌متر

ضخامت و چگالی لایه اسفنج زیر لاستیک نیز بر نحوه مدیریت توپ تأثیر دارد. این عوامل بیشتر بر رویه‌های معکوس و آنتی اسپین تأثیر می‌گذارد، زیرا آن‌ها نسبت به رویه‌های دانه کوتاه و بلند بیشتر برای تولید اسپین و سرعت به اسفنج وابسته‌اند.

#### ضخامت
ضخامت اسفنج بر سرعت کلی رویه و کنترل آن تأثیر می‌گذارد. بر اساس قاعده سرانگشتی، هرچه اسفنج نازک‌تر باشد، راکت کنترل بیشتری دارد و هرچه اسفنج ضخیم‌تر باشد، سریع‌تر است. رویه‌های با برچسب MX یا MAX حداکثر مقدار اسفنج را زیر لاستیک دارند (بدون اینکه از قوانین ITTF تجاوز کنند). رویه‌های با برچسب OX یا اورتودوکس هیچ اسفنجی زیر لاستیک ندارند. معمولاً، رویه‌های وارونه و آنتی اسپین دارای ضخامت اسفنج بیشتری هستند در حالی که رویه‌های دانه‌دار دارای ضخامت کمتری هستند.

#### چگالی
چگالی اسفنج یا سختی اسفنج، بر اسپین کلی رویه تأثیر می‌گذارد. به‌طور کلی، یک اسفنج با چگالی کمتر اسپین بیشتری با سرعت‌های کمتر خواهد داشت، در حالی که اسفنج با چگالی بالاتر اسپین بیشتری با سرعت‌های بالاتر خواهد داشت. چگالی اسفنج بیشترین تأثیر را بر رویه‌های آنتی اسپین دارد، زیرا آن‌ها به اسفنج نرم و سطح لاستیک سخت برای بازگشت اسپین وابسته‌اند.

## انتخاب رویه مناسب
انتخاب رویه مناسب تنیس‌روی‌میز می‌تواند به دلیل عوامل مختلفی که بازیکنان باید در نظر بگیرند، مانند سبک بازی، سرعت، اسپین و کنترل، فرایند پیچیده‌ای باشد. به‌طور سنتی، بازیکنان اغلب به دنبال مشاوره حرفه‌ای از فروشگاه‌های تخصصی تنیس‌روی‌میز هستند، جایی که کارشناسان می‌توانند آن‌ها را در فرایند انتخاب هدایت کنند. این فروشگاه‌ها تجربه دست‌اول و مشاوره اختصاصی ارائه می‌دهند که برای بازیکنان تازه‌کار و با تجربه ارزشمند است.